# Équipe cycliste BHS-PL Beton Bornholm
L'équipe cycliste BHS-Almeborg Bornholm est une équipe cycliste danoise créée en 2010 et ayant le statut d'équipe continentale depuis 2015.

## Histoire de l'équipe

Le logo en 2013.

L'équipe est créée en 2010, et porte le nom de Bornholm jusque fin 2014. Il s'agit d'une équipe de club.
La saison 2015 est la première d'Almeborg-Bornholm avec le statut d'équipe continentale. Quinze coureurs, tous danois, composent son effectif.

## Principales victoires

### Courses d'un jour
- Tour de Hollande-Septentrionale : Mathias Westergaard (2016)
- Skive-Løbet : Martin Toft Madsen (2017)
- Chrono des Nations-Les Herbiers-Vendée : Martin Toft Madsen (2017 et 2018)
- Classic Loire-Atlantique : Rasmus Quaade (2018)
- Hafjell GP : Martin Toft Madsen (2018)
- Duo Normand : Rasmus Quaade et Martin Toft Madsen (2018)
- Chrono Champenois Masculin International : Martin Toft Madsen (2018)

### Championnats nationaux
- Championnats du Danemark sur route : 4
  - Contre-la-montre : 2016, 2017 et 2018 (Martin Toft Madsen)
  - Course en ligne espoirs : 2022 (Rasmus Søjberg Pedersen)

## Classements UCI
L'équipe participe aux épreuves des circuits continentaux et en particulier de l'UCI Europe Tour. Les tableaux ci-dessous présentent les classements de l'équipe sur les différents circuits, ainsi que son meilleur coureur au classement individuel.
UCI Asia Tour
| UCI Asia Tour | UCI Asia Tour          | UCI Asia Tour                             | UCI Asia Tour |
| Année         | Classement par équipes | Meilleur coureur au classement individuel |               |
| ------------- | ---------------------- | ----------------------------------------- | ------------- |
| 2016          | 70e                    | Martin Toft Madsen (257e)                 |               |
|               |                        |                                           |               |
| Source : UCI  |                        |                                           |               |

UCI Europe Tour
| UCI Europe Tour | UCI Europe Tour        | UCI Europe Tour                           | UCI Europe Tour |
| Année           | Classement par équipes | Meilleur coureur au classement individuel |                 |
| --------------- | ---------------------- | ----------------------------------------- | --------------- |
| 2015            | 111e                   | Mathias Westergaard (614e)                |                 |
| 2016            | 54e                    | Martin Toft Madsen (268e)                 |                 |
| 2017            | 57e                    | Martin Toft Madsen (147e)                 |                 |
| 2018            | 29e                    | Rasmus Christian Quaade (72e)             |                 |
| 2019            | 58e                    | Christoffer Lisson (365e)                 |                 |
| 2020            | 72e                    | Mads Rahbek (647e)                        |                 |
| 2021            | 49e                    | Martin Toft Madsen (429e)                 |                 |
| 2022            | 48e                    | Adam Holm (511e)                          |                 |
| 2023            | 91e                    | -                                         |                 |
|                 |                        |                                           |                 |
| Source : UCI    |                        |                                           |                 |

L'équipe est également classée au Classement mondial UCI qui prend en compte toutes les épreuves UCI et concerne toutes les équipes UCI.
| Classement mondial | Classement mondial     | Classement mondial                        | Classement mondial |
| Année              | Classement par équipes | Meilleur coureur au classement individuel |                    |
| ------------------ | ---------------------- | ----------------------------------------- | ------------------ |
| 2016               | -                      | Martin Toft Madsen (414e)                 |                    |
| 2017               | -                      | Martin Toft Madsen (320e)                 |                    |
| 2018               | -                      | Rasmus Christian Quaade (200e)            |                    |
| 2019               | 99e                    | Christoffer Lisson (471e)                 |                    |
| 2020               | 116e                   | Mads Rahbek (811e)                        |                    |
| 2021               | 76e                    | Martin Toft Madsen (533e)                 |                    |
| 2022               | 87e                    | Adam Holm (664e)                          |                    |
| 2023               | 175e                   | Nikolaj Mengel (1891e)                    |                    |
| 2024               | 172e                   | Tobias Aagaard Hansen (1140e)             |                    |
|                    |                        |                                           |                    |
| Source : UCI       |                        |                                           |                    |

## BHS-PL Beton Bornholm en 2025
Effectif
| Effectif 2025            | Effectif 2025     | Effectif 2025       | Effectif 2025                          |
| Cycliste                 | Date de naissance | Pays                | Équipe précédente                      |
| ------------------------ | ----------------- | ------------------- | -------------------------------------- |
| Mikkel Øritsland         | 25 juillet 1995   | Danemark            | CO:PLAY-Giant Store (2023)             |
| Martin Szokody           | 4 avril 1999      | Royaume du Danemark | Give Elementer (2023)                  |
| Victor Grue Enggaard     | 16 juin 2001      | Danemark            | ColoQuick (2023)                       |
| Daniel Stampe            | 27 juillet 1996   | Danemark            | Airtox-Carl Ras (2024)                 |
| Jacob Schebye            | 23 août 2000      | Royaume du Danemark | Give Elementer (2023)                  |
| Andreas Brandt Aidel     | 8 avril 1996      | Danemark            | Herning CK Elite Biemme Danmark (2022) |
| Boas Lysgaard            | 22 novembre 2004  | Danemark            | Team BACH Advokater-CEC Junior (2022)  |
| Andreas Krogh Jensen     | 26 février 2005   | Royaume du Danemark | Team Mascot Workwear (2023)            |
| Marcus Sander Hansen     | 25 août 2000      | Danemark            | Uno-X Mobility (2024)                  |
| Emil Schandorff Iwersen  | 15 août 2002      | Danemark            | Gallina-Ecotek-Lucchini (2023)         |
| Asger Røjbek Sørensen    | 14 avril 2003     | Danemark            | Bornholms Cycle Club (2023)            |
| Victor Johannsen         | 2 juillet 2006    | Royaume du Danemark | Team Mascot Workwear (2024)            |
| Martin Toft Madsen       | 20 février 1985   | Danemark            | Lyngby Cycle Club (2011)               |
| Niklas Larsen            | 22 mars 1997      | Danemark            | Uno-X Mobility (2024)                  |
|                          |                   |                     |                                        |
| Source : ProCyclingStats |                   |                     |                                        |

Victoires
| Victoires | Victoires | Victoires | Victoires | Victoires | Victoires |
| Date      | Course    | Pays      | Classe    | Vainqueur |           |
| --------- | --------- | --------- | --------- | --------- | --------- |

## Saisons précédentes
- Almeborg-Bornholm 2015